# Heeresgruppe Nord
Heeresgruppe Nord war die Bezeichnung für drei verschiedene Heeresgruppenkommandos des Heeres der Wehrmacht während des Zweiten Weltkrieges. Sie waren Oberkommandos jeweils wechselnder Armeen sowie zahlreicher Spezialtruppen.

## Geschichte

### 1. Formation

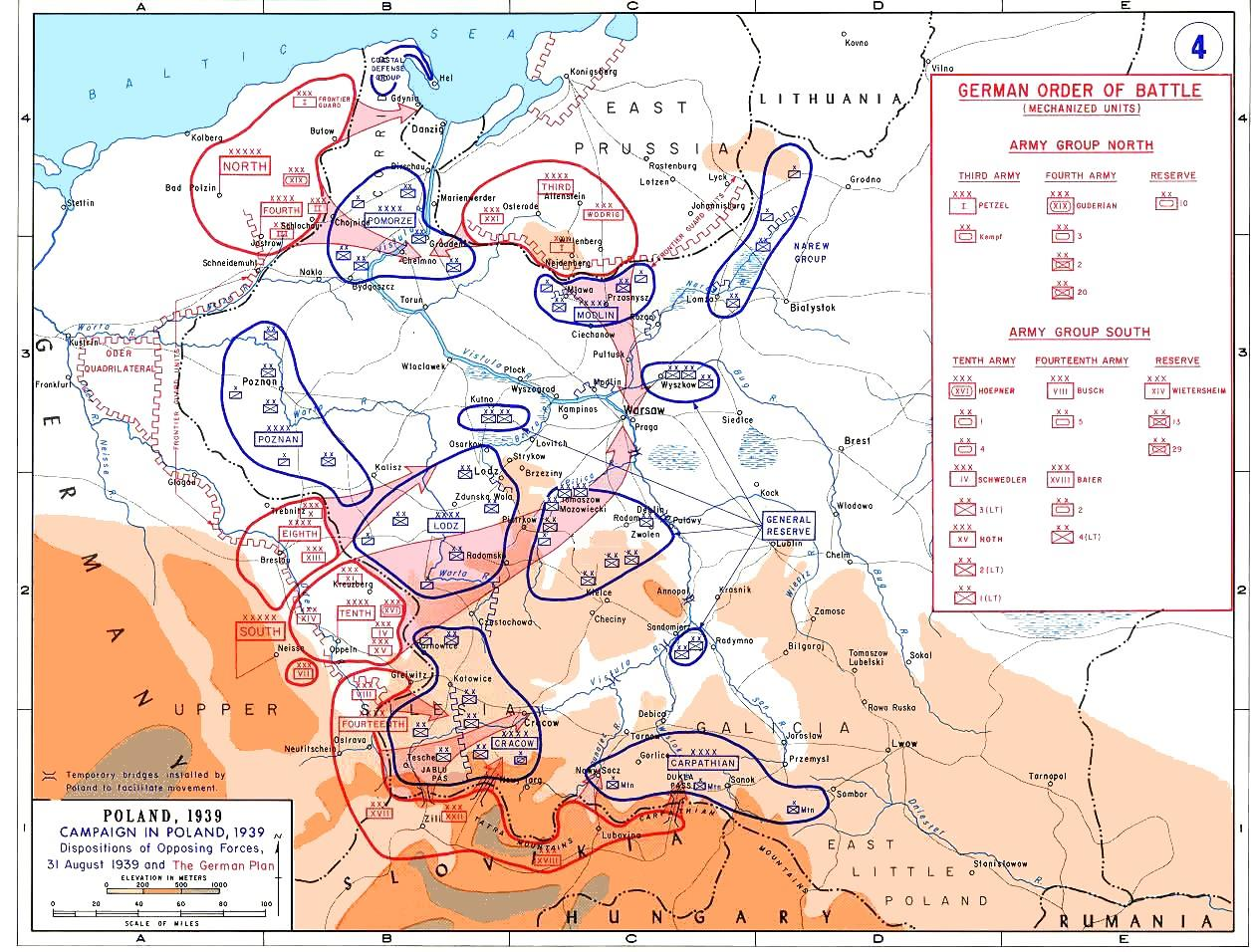
Aufstellungen und Angriffspläne der deutschen Heeresgruppe gegen Polen, 31. August 1939

Die Heeresgruppe Nord wurde am 2. September 1939 durch Umbildung aus dem Armeeoberkommando 2 aufgestellt. Heeresgruppe Nord, unter dem Oberbefehl von Fedor von Bock, bestand aus der 3. Armee (Küchler) und der 4. Armee (Kluge) und nahm am Überfall auf Polen teil. Hierbei war es die Aufgabe der 4. Armee (II. Korps, III. Korps, I. Grenzschutzkorps, XIX. (mot.) Korps), aus Pommern kommend in den Polnischen Korridor vorzustoßen und die polnische Pommern-Armee zu bekämpfen. Indes sollte die 3. Armee (I. Korps, XXI. Korps, Korps Wodrig) von Ostpreußen aus südwärts gegen die polnische Modlin-Armee vorstoßen, die Festung Mława zu erobern und dann den Angriff südwärts in Richtung Warschau fortzusetzen.
Nach Beendigung der Kampfhandlungen in Polen wurde die Heeresgruppe Nord in den Westen verlegt und am 10. Oktober 1939 in Heeresgruppe B umbenannt.

### 2. Formation
Am 21. Juni 1941 wurde die Heeresgruppe Nord durch Umbenennung des Stabes der Heeresgruppe C in Ostpreußen neu aktiviert. Am 22. Juni zu Beginn des Angriffes auf die Sowjetunion (Unternehmen Barbarossa) war die Heeresgruppe Nord unter Oberbefehl von Generalfeldmarschall Wilhelm Ritter von Leeb mit der 18. Armee (Generaloberst Georg von Küchler) am linken, der Panzergruppe 4 (GenOb. Erich Hoepner) im Zentrum und der 16. Armee (GenOb. Ernst Busch) am rechten Flügel, mit 26 Infanterie-, drei Panzer- und drei motorisierten Divisionen über die Memel zum Angriff nach Osten angetreten. Auf der gegnerischen Seite kämpften im Verband der sowjetischen Nordwestfront (Armeegeneral F. I. Kusnezow) die 8. Armee (Generalmajor P. P. Sobennikow) und 11. Armee (Generalleutnant W. I. Morosow), als Reserve fungierte dahinter die 27. Armee (Generalmajor N. E. Bersarin).

Erstes Operationsziel der Heeresgruppe Nord bei der anlaufenden Schlacht um das Baltikum war das Erreichen der Düna zwischen Jakobstadt und Dünaburg durch die Panzerverbände des Generals Hoepner. Schon am 23. Juni kam es bei Tauroggen – Schaulen zu schweren Panzerkämpfen, welche das deutsche XXXXI. Armeekorps (mot.) (General Georg-Hans Reinhardt) mehrere Tage aufhielten, während weiter südlich das LVI. Armeekorps (mot.) (General Erich von Manstein) zügig auf Jakobstadt vorankam. Am 28. Juni konnte das an der Ostseeküste eigenständig operierende XXVI. Armeekorps die Hafenstadt Libau und bis 1. Juli auch Riga als neue Marinestützpunkte gewinnen. Während die sowjetische 8. Armee die Küstenlinie zäh verteidigte, wurden die sowjetische 11. und 27. Armee schnell zum Rückzug über die Düna gezwungen.

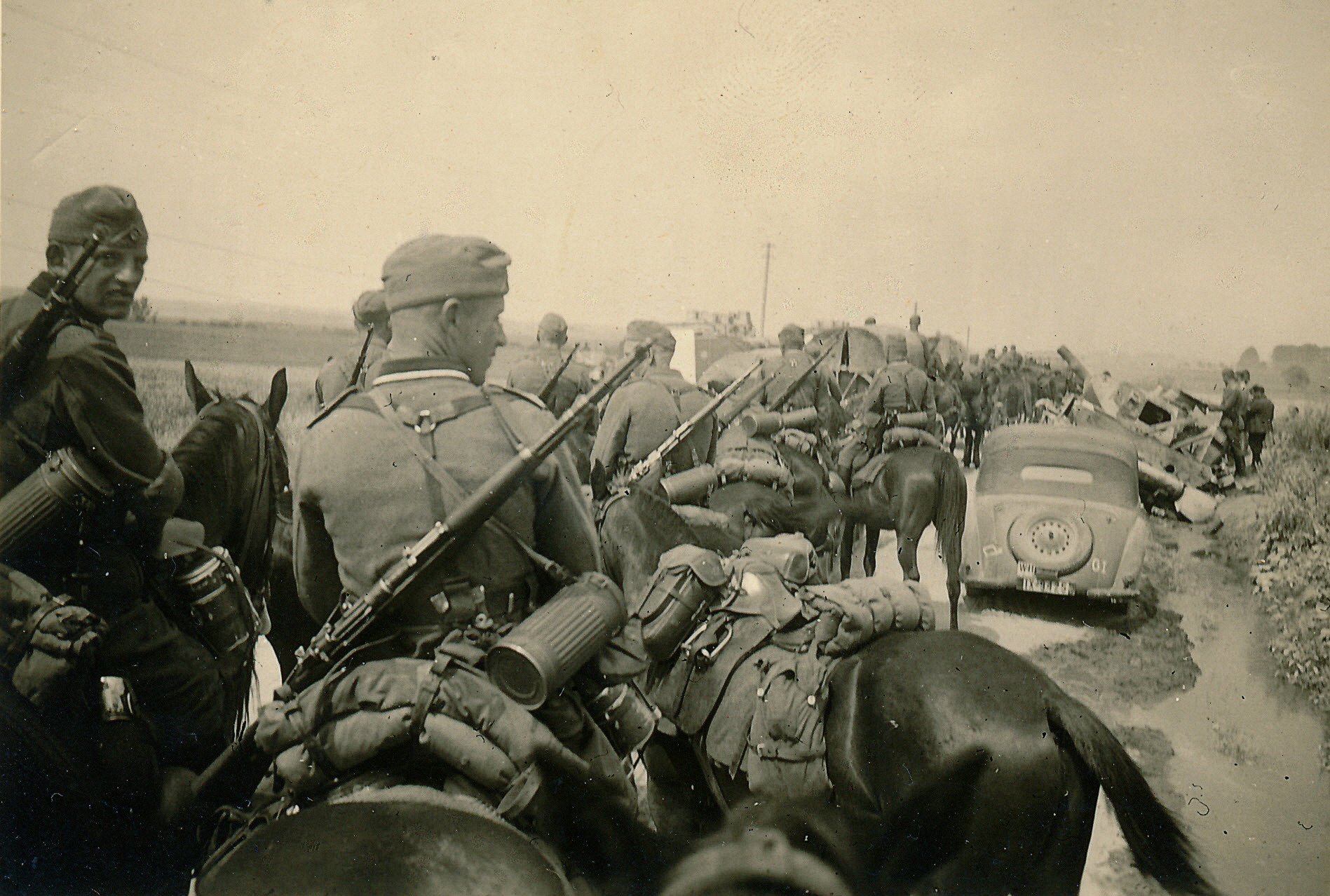
Nach der Panzerschlacht bei Kowno 1941

Am 17. Juli beurteilte das Oberkommando der Heeresgruppe Nord die Lage und die künftigen Möglichkeiten und kam zu dem Ergebnis, das der Operationsraum, die eigenen Kräfte und der versteifte Widerstand der Roten Armee es geboten, Operationen nicht mehr in einem Zuge, sondern in Etappen durchzuführen. Folglich sollte die 16. Armee zunächst den vor ihrer Front stehenden Gegner einkesseln oder zurückwerfen. Der Angriff über die Linie Novgorod-Narva könne erst dann stattfinden, wenn außer dem I. Armeekorps noch 1 – 2 weitere Korps herangekommen seien; bis dahin sei es Aufgabe des Panzergruppe 4, in dieser Linie vorzurücken. Auch für den Angriff auf Estland waren die Kräfte zunächst zu gering. Ein erneuter Angriff könne erst ab 25. Juli stattfinden.

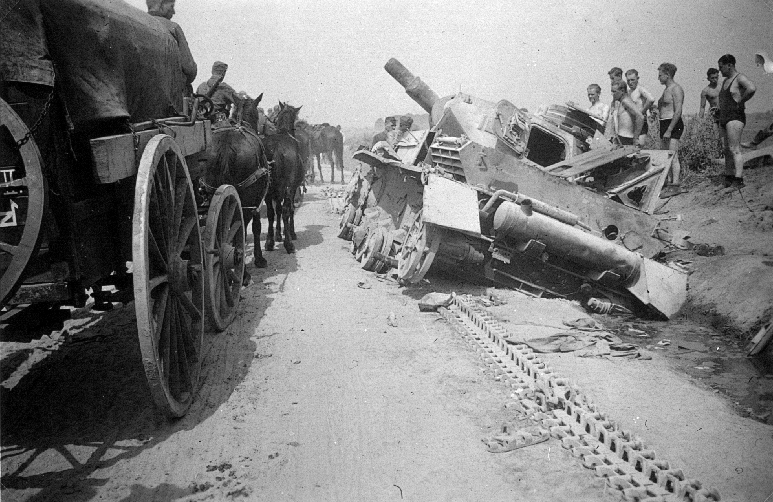
Ein zerstörter Panzerkampfwagen IV

Damit tat sich für die Heeresgruppe ein Dilemma auf. Die Offensive hatte zwar zunächst die gesteckten Ziele erreicht, eine entscheidende Zerschlagung der Gegner aber nicht. Damit war die Heeresgruppe gezwungen, ihre Kräfte einzuteilen und sich auf eine Stoßrichtung zu konzentrieren. Da aber die Heeresgruppe Mitte ebenfalls ein solches Dilemma hatte und sich auf Smolensk konzentrieren musste (Kesselschlacht bei Smolensk 10. Juli bis 10. September 1941), tat sich eine Lücke zwischen den Heeresgruppen bei Welikije Luki auf.
Bis Mitte Juli erreichte die Panzergruppe 4 den Peipussee und warf die sowjetische 8. Armee bei Narva zurück. Bereits am 10. August erfolgte, ohne Abwarten der nachrückenden Infanteriekorps der 18. Armee, der erste Angriff auf Leningrad. Er führte nicht zum Erfolg: Gegenangriffe der aus der Reserve herangeführten sowjetischen 27. Armee stoppten den Angriff der 16. Armee am Südflügel der Heeresgruppe im Raum Tschudowo. Bis Ende August konnte die 18. Armee die estnische Hauptstadt Tallinn erobern und folgte im September den Panzerverbänden zur Leningrader Blockade.
Nachdem die finnische Armee unter Marschall Mannerheim nach Erreichen ihrer alten Grenze ihren Vormarsch an der karelischen Landenge eingestellt hatte, fiel der von Hitler erwartete Angriff auf Leningrad von Norden her aus. Leningrads Abwehr, ab September 1941 von Armeegeneral G. K. Schukow selbst organisiert, erwies sich für die Wehrmacht auch in der Folgezeit als zu stark. Hitler beabsichtigte die Aushungerung der Stadt; diese hielt der Belagerung aber bis Anfang 1944 erfolgreich stand.
Ende November 1941 versuchte das deutsche XXXIX. Armeekorps (mot.) unter General Rudolf Schmidt durch den Vorstoß auf Tichwin, die letzte offene Verbindung Leningrads über den Ladogasee nach Osten abzuschneiden. Die Sowjets warfen zur Verteidigung der dortigen Wolchow-Front (Armeegeneral K. A. Merezkow) drei neue Armeen (8., 42. und 55. Armee) an den bedrohten Abschnitt und brachten den deutschen Angriff endgültig zum Erliegen.
Im Frühjahr 1942 schickte das deutsche Oberkommando vier Infanteriedivisionen (61., 215., 126. und 250.) und die 20. ID. mot. aus der OKH-Reserve zur Verstärkung der Heeresgruppe Nord ab, dazu kamen die 225. und die 10. Infanteriedivision mot. aus Frankreich, die 5. Gebirgsdivision (vorher im Jugoslawienfeldzug eingesetzt) und eine niederländische motorisierte SS-Brigade aus dem Reich an; zudem wurden vier Divisionen aus dem Raum Leningrad in die Angriffszone der Wolchow-Front umgruppiert. Zu den geplanten Offensiven kam es aber wegen der nun folgenden sowjetischen Angriffe nicht.
Bereits im Januar 1942 wurde durch die sowjetische 2. Stoßarmee (GenLt. A. A. Wlassow) eine erste Gegenoffensive zur Überwindung der Blockade eingeleitet (Ljubaner Operation/deutsche Bez. Schlacht am Wolchow).  Nach verlustreichen Angriffen wurde die Offensive im April beendet. Im Juli gelang es dann der 18. Armee, die in die deutschen Linien eingebrochenen sowjetischen Einheiten in einer Kesselschlacht vollständig zu zerschlagen. Die Sowjets konnten ihre Ausfälle jedoch immer wieder durch Reservetruppen ausgleichen und sogar verstärken. Nach der Eroberung der Halbinsel Krim wurde die freigewordene 11. Armee zur Heeresgruppe verlegt; ihre Verbände kamen gerade recht, um im Frühherbst die sowjetischen Gegenoffensiven am Wolchow und bei Luga abzufangen (Erste Ladoga-Schlacht).
Auch 1943 war ein Jahr von schweren Kämpfen: die groß angelegte sowjetische Operation Polarstern im Februar und März und im Raum Leningrad die Zweite und die Dritte Ladoga-Schlacht – aber alle führten nicht zu großen Änderungen der Frontlage. Allerdings konnten die Deutschen ihre erlittenen Verluste nicht mehr im erforderlichen Maß kompensieren.
Deshalb musste die 18. Armee schon im Januar 1944 durch die Gegenoffensive (Leningrad-Nowgoroder Operation), insbesondere der Leningrader Front (Armeegeneral L. A. Goworow) die Belagerung von Leningrad endgültig aufgeben und wurde nach Narwa zurückgedrängt. Als dann Ende Juni 1944 die Heeresgruppe Mitte (Generalfeldmarschall Busch) zwischen Witebsk, Orscha, Mogilew während der sowjetischen Sommeroffensive (Operation Bagration) zusammenbrach, kam es erneut zu Bewegungen. Der Südflügel der Heeresgruppe Nord im Raum Polozk war jetzt ungeschützt, die dort stehende 16. Armee (Gen. der Inf. Paul Laux) musste sich entlang der Düna nach Riga zurückziehen.  In September (Unternehmen Aster) und Oktober erfolgte über Riga der allgemeine Rückzug der 16. und 18. Armee nach Kurland, wo sie von der sowjetischen 1. 2. und 3. Baltischen Front abgeschnitten wurden und im Kessel von Kurland noch bis Kriegsende im Mai 1945 ihre Stellungen halten konnten.
Am 25. Januar 1945 wurde die Heeresgruppe Nord in Heeresgruppe Kurland umbenannt.

### 3. Formation
Am 27. Januar wurde in Ostpreußen die bisherige Heeresgruppe Mitte in die Heeresgruppe Nord umbenannt, den Oberbefehl erhielt Generaloberst Lothar Rendulic. Diese Formation enthielt anfangs die 3. Panzerarmee, die 2. und 4. Armee. Nachdem die Stoßkeile der 2. Weißrussischen Front (Marschall K. K. Rokossowski) Ende Januar 1945 diese neue Heeresgruppe Nord abermals gespaltet hatten, kämpfte sich der Rest der 4. Armee (Gen. der Inf. Friedrich-Wilhelm Müller) auf Königsberg zurück und wurde im Raum des Heiligenbeiler Kessels im März aufgerieben. Die Verbände der 2. Armee (General der Panzertruppe Dietrich von Saucken) kämpften sich derweil nach Danzig und auf die Halbinsel Hela zurück, wo sich das Armeeoberkommando Ostpreußen etablierte, deren Truppen sich noch bis Mai 1945 halten konnten.
Am 2. April 1945 wurde die Heeresgruppe Nord (seit 13. März unter GenOb. Walter Weiß) endgültig aufgelöst, ihr Stab bildete danach das Armeeoberkommando 12 (AOK 12), welches sich an der Elbe im Raum Magdeburg – Potsdam etablierte. Der Stab der freigewordenen 3. Panzerarmee wurde für neue Formationen an der Oder im Raum Stettin verwendet und der Heeresgruppe Weichsel (Generaloberst Gotthard Heinrici) als nördlicher Flügel unterstellt.

## Oberbefehlshaber
- 27. August 1939: Generalfeldmarschall Fedor von Bock
- 21. Juni 1941: Generalfeldmarschall Wilhelm Ritter von Leeb
- 17. Januar 1942: Generalfeldmarschall Georg von Küchler
- 31. Januar 1944: Generalfeldmarschall Walter Model
- 31. März 1944: Generaloberst Georg Lindemann
- 4. Juli 1944: Generaloberst Johannes Frießner
- 23. Juli 1944: Generaloberst Ferdinand Schörner
- 27. Januar 1945: Generaloberst Lothar Rendulic
- 12. März 1945: Generaloberst Walter Weiß

## Gliederung der Heeresgruppe
Heeresgruppen-Truppen
- Heeresgruppen-Nachrichten-Regiment 537
- Heeresgruppen-Nachrichten-Regiment 639 (2. Aufstellung)
- Heeresgruppen-Nachrichten-Regiment 537

Unterstellte Großverbände
| Datum                              | Unterstellte Großverbände                    |
| 1. Aufstellung (1939)              | 1. Aufstellung (1939)                        |
| ---------------------------------- | -------------------------------------------- |
| September 1939                     | 3. Armee, 4. Armee                           |
| 2. Aufstellung (1941–1945)         |                                              |
| Juni 1941                          | 16. Armee, 18. Armee, Panzergruppe 4         |
| Oktober 1941                       | 16. Armee, 18. Armee                         |
| September 1942                     | 11. Armee, 16. Armee, 18. Armee              |
| Dezember 1942                      | 16. Armee, 18. Armee                         |
| März 1944                          | Armeeabteilung Narwa, 16. Armee, 18. Armee   |
| September 1944                     | 16. Armee, Armeeabteilung Grasser, 18. Armee |
| November 1944                      | 16. Armee, Armeeabteilung Kleffel, 18. Armee |
| Dezember 1944                      | 16. Armee, 18. Armee                         |
| Weiter siehe Heeresgruppe Kurland* |                                              |
| Februar 1945                       | Armeeabteilung Samland, 4. Armee             |

* Umbenennung der Heeresgruppe Mitte in Heeresgruppe Nord Ende Januar 1945